# Pony Malta
Pony Malta es una bebida maltosa no alcohólica a base de malta, producida en Colombia por Cervecería Bavaria desde 1956. Actualmente la bebida se distribuye también en Chile, México, España y Ecuador. Es la bebida de malta más vendida en Perú y Colombia.

## Historia
En 1953, Cervecería Bavaria creó Pony Malta. El objetivo era conseguir una bebida nutritiva y de alto aporte energético. En la publicidad, el fabricante ha intentado asociar la marca con el deporte y un estilo de vida activo.

## Elaboración
Pony Malta se elabora a base de agua, azúcar, malta de cebada, gas carbónico, colorante artificial (color caramelo), acidulantes (ácido cítrico), sabor a vainilla artificial, lúpulo, agregados vitamínicos (niacina, riboflavina, tiamina), conservantes naturales (natamicina, nisina), aromatizantes y emulsificantes. No contiene conservantes químicos y se asegura su conservación mediante la pasteurización. Su sabor es menos parecido al de la cerveza que el de las bebidas de malta comercializadas en países como Alemania y Tailandia.
Pony Malta se ofrece en diversas presentaciones: botella de plástico de 330 mililitros, 1 litro, 2 litros y lata de 330 mililitros, entre otras.